# Welwitschia
Welwitschia mirabilis er den eneste art i sin slægt (Welwitschia), familie (Welwitschiaceae) og orden (Welwitschiales) og således ikke nært beslægtet med nogen anden art. Den er hjemmehørende i ørkenområder i det sydvestlige Afrika, nærmere bestemt den namibiske ørken på grænsen mellem Namibia og Angola. Welwitschia er Namibias nationalplante.
Planten har en meget særegen form og ligner ikke nogen anden kendt plante. Fra en tyk pælerod udgår 2 lange, brede læderagtige blade, nærmest lange grønne bånd, der kan blive flere meter lange. Der er altid 2 blade, men disse er ofte flossede eller delte så de kan se ud som flere tyndere blade. Bladene ligger hen af jorden og bliver ved med at vokse hele plantens liv. Bladene udgår fra toppen af roden der kun rejser sig ganske lidt over jordoverfladen – planten er derfor ikke særligt høj – oftest under 1/2 m men kan dog blive op til 1.5 høj. Blomsterne er primitive og frugterne sidder i kogle-lignende stande.
Planten tåler (og kræver) meget høje temperaturer. På de lange blade sidder strukturer der bruges til at absorbere natte-duggen, og hjælper dermed planten til at overleve i de meget tørre omgivelser. Den menes at kunne blive godt over 1000 år gammel.
Planten kan bl.a. ses i Botanisk have i København, Orkidéhuset.
| Portal | Portal:Botanik |

| Botanik | Spire Denne botanikartikel er en spire som bør udbygges. Du er velkommen til at hjælpe Wikipedia ved at udvide den. |